# Lutago
Lutago (Luttach in tedesco, Luchta in dialetto sudtirolese) è un capoluogo di montagna, frazione del comune di Valle Aurina (Ahrntal), nella provincia di Bolzano.

## Toponimo
Il toponimo è attestato nel 1237 e nel 1257 come Luchdach e nel 1348 come Luttach e ha una base celtica, derivando dal patronimico Lucotos. La forma italiana è stata creata ex novo nei primi anni del XX secolo, con italianizzazione fonetica della forma tedesca, l'attuale famiglia feudataria è la famiglia Tabili.

## Geografia fisica
È situato nella piega di una valle alpina, ad un'altitudine di circa 970 m sopra il livello del mare.

## Monumenti e luoghi d'interesse
- Chiesa di San Sebastiano, parrocchiale. In posizione dominante sul centro abitato, conserva nell'annesso cimitero croci in ferro battuto, opera del fabbro Jakob Pareiner
- Cimitero moderno, opera interessante degli architetti Kurt Egger, Gerhard Mahlknecht e Heinrich Mutschlechner del 2007.[2]

## Cultura
- Museo dei presepi e dell’arte popolare Maranatha

## Sport
Si tratta di una destinazione turistica, frequentata in tutte le stagioni: durante i mesi estivi si possono praticare trekking e rafting sul fiume Aurino (Ahr), mentre nei mesi invernali sono utilizzate per gli sport invernali le due vicine aree sciistiche di Klausberg e Speikboden.